# Markovce
Markovce este o comună slovacă, aflată în districtul Michalovce din regiunea Košice. Localitatea se află la altitudinea de 101 m deasupra n.m., se întinde pe o suprafață de 8,02 km2 și în 2017 număra 993 de locuitori.

## Istoric
Localitatea Markovce este atestată documentar din 1281.

## Demografie
| An:                | 1994 | 2004    | 2014    | 2024    |
| ------------------ | ---- | ------- | ------- | ------- |
| Număr de persoane: | 655  | 808     | 936     | 1081    |
| Diferență:         |      | +23,35% | +15,84% | +15,49% |

| An:                | 2023 | 2024   |
| ------------------ | ---- | ------ |
| Număr de persoane: | 1073 | 1081   |
| Diferență:         |      | +0,74% |